# Ibilaldia

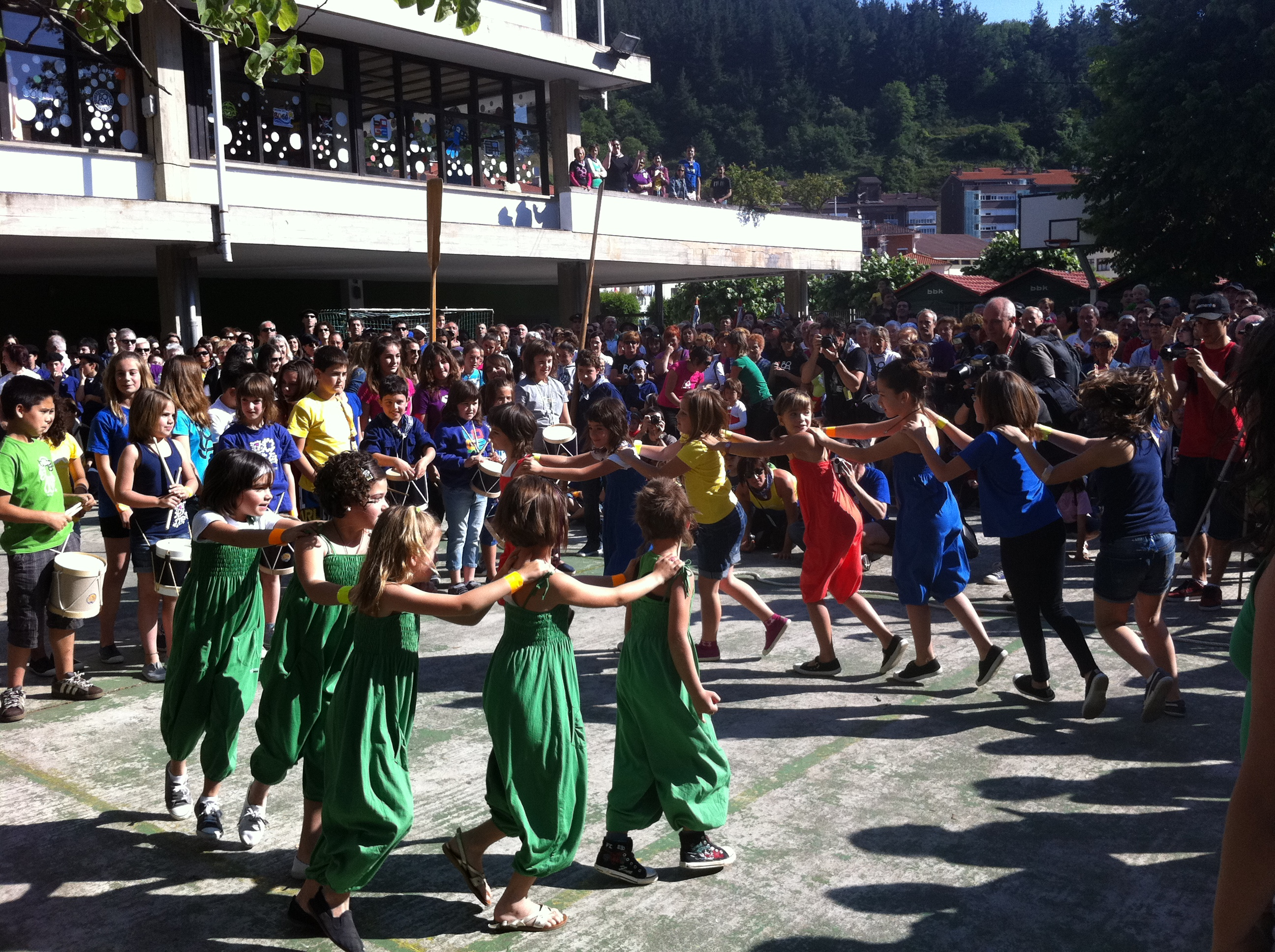
Ibilaldia de 2011 en Lauro Ikastola (Vizcaya).

El Ibilaldia es la fiesta de las ikastolas de la provincia vasca de Vizcaya. Suele celebrarse en el mes de mayo.

## Contexto
En los últimos años de la década de 1970, el movimiento de ikastolas creció notablemente y empezó a estructurarse. Con la entrada de nuevas ikastolas y las que ya estaban creció bastante y en este contexto nace la fiesta de las ikastolas.
El primer Ibilaldia se celebró en el municipio vizcaíno de Guecho en 1978 y lo organizaron las ikastolas de Uribe. Desde 1981 se ha convertido en una cita anual para todos los vascoparlantes con el fin de defender el euskera y dar a conocer el proyecto de las ikastolas.

## Historia
1. 1978. Guecho. En primavera.
2. 1980. Durango-Abadiano. En primavera.
3. 1981. Bilbao. Mes de mayo.
4. 1982. Portugalete. 16/05/1982 Organizado por "Ikastola Asti-Leku".
5. 1983. Lequeitio. 12/06/1983.
6. 1984. Guecho-Berango. 06/06/1984.
7. 1985. Bermeo. Organizado por la "Ikastola Eleizalde".
8. 1986. Arrigorriaga. 21 de septiembre. Organizado por las ikastolas de la zona.
9. 1987. Amorebieta-Echano. 21/06/1987. Organizado por la "Ikastola Andra Mari".
10. 1988. Bilbao (Churdínaga). 29/05/1988. Organizado por todas las ikastolas de Bilbao.
11. 1989. Musques. 21/05/1989. Bajo responsabilidad de las ikastolas de Musques y de la Margen Izquierda.
12. 1990. Sopelana. 27/05/1990. Organizado por la "Ikastola Ander Deuna".
13. 1991. Guernica y Luno. 02/06/1991. Encargadas las dos ikastolas de Guernica.
14. 1992. Durango. 31/05/1992. Organizado por la "Ikastola Kurutziaga".
15. 1993. Ondárroa. 23/05/1993. Organizado por las ikastolas "Zubi Zahar" y "R.Mª Azkue".
16. 1994. Bilbao-La Peña-Abusu-Arrigorriaga. 29/05/1994. Organizado por la "Ikastola Abusu".
17. 1995. Santurce. 06/06/1995. Organizado por la "Ikastola Bihotz Gaztea".
18. 1996. Valle de Trápaga. 26/05/1996. Organizado por la "Ikastola Itxaropena".
19. 1997. Guecho-Lejona. 25/05/1997. Organizado por la "Ikastola Betiko".
20. 1998. Munguía. 31/05/1998. Organizado por la "Ikastola Larramendi".
21. 1999. Elorrio. 06/06/1999. Organizado por las ikastolas de Elorrio.
22. 2000. Valmaseda. 28/05/2000. Organizado por la "Ikastola Zubi Zaharra".
23. 2001. Bilbao-La Peña-Arrigorriaga. 27/05/2001. Organizado nuevamente por la "Ikastola Abusu".
24. 2002. Guecho. 26/05/2002. Organizado por la "Ikastola San Nikolas".
25. 2003. Lequeitio. 18/05/2003. Organizado de nuevo por las ikastolas "Azkue" y "'Zubi Zahar".
26. 2004. Lejona - Sopelana. 30/05/2004. Organizado Blas ikastolas "Ander Deuna" y "Betiko".
27. 2005. Durango. 29/05/2005. Organizado por las ikastolas "Ibaizabal" y "Kurutziaga".
28. 2006. Elorrio. 29/05/2006. Organizado por la "Ikastola Txintxirri".
29. 2007. Valmaseda. 20/05/2007. Organizado por la "Ikastola Zubi Zaharra".
30. 2008. Amorebieta-Echano. 25/05/2008. De nuevo organizado por la "Ikastola Andra Mari".
31. 2009. Galdakao. 30/05/2009. Organizado por Eguzkibegi Ikastola.
32. 2010. Bermeo. 31/05/2010. Organizado por la "Ikastola Eleizalde".
33. 2011. Ondárroa. 31/05/2011. Organizado por la "Ikastola Zubi Zahar'" y "'Azkue Ikastola".
34. 2012. Valle de Trápaga. 03/06/2012. Nuevamente organizado por la "Ikastola Itxaropena".
35. 2013. Portugalete. Nuevamente organizado por la "Ikastola Asti Leku".[1]
36. 2014. Guernica y Luno. 07/06/2014. Organizado por la "Ikastola Seber Altube".
37. 2015. Bilbao. 31/05/2015. Organizado por la "Ikastola Harrobia".[2]
38. 2016. Durango. 29/05/2016. Organizado por las ikastolas Ibaizabal y Kurutziaga.
39. 2017. Munguía. 28/05/2017. Organizado por Larramendi Ikastola.
40. 2018. Santurce. 27/05/2018. Organizado por Bihotz Gaztea Ikastola.
41. 2019. Lequeitio. 19/05/2019. Organizado por R.M. Azkue Ikastola.
42. 2020. Elorrio. 31/05/2020. Organizado por Txintxirri Ikastola.
43. 2021. Sopelana. 30/05/2021. Organizado por la Ikastola Ander Deuna y Betiko Ikastola.
44. 2022. Bilbao-Arrigorriaga. 29/05/2022. Organizado por Abusu Ikastola.
45. 2023. Ondarroa. 21/05/2023. Organizado por Zubi Zahar Ikastola.
46. 2024. Algorta. 26/05/2024. Organizado por San Nikolas Ikastola.
47. 2025. Galdakao. 25/05/2025. Organizado por Eguzkibegi Ikastola.
48. 2026. Bilbao. xx/05/2026. Organizado por Kirikiño Ikastola.
49. 2027. Galdakao. xx/05/2027. Organizado por Eguzkibegi Ikastola.
50. 2028. Bilbao. xx/05/2028. Organizado por Harrobia ikastola.

## Celebraciones similares
Otros eventos similares en favor del euskera son:
- "Kilometroak" en Guipúzcoa.
- "Sortzen" por las ikastolas públicas en Navarra
- "Nafarroa Oinez" por las ikastolas en Navarra.
- "Herri Urrats" en País Vasco francés.
- "Araba Euskaraz" en Álava.